# Чутівська територіальна громада
Чутівська селищна територіальна громада — територіальна громада в Україні, у Полтавському районі Полтавської області, з адміністративним центром у селищі міського типу Чутове.

## Загальна інформація
Площа території — 533,6 км², населення громади — 13 207 осіб, з них: міське населення — 6 174 особи, сільське — 7 033 особи (2020 р.).

## Населені пункти
До складу громади увійшли селище Чутове та села Василівка, Верхні Рівні, Виноминівка, Вільхуватка, Водяне, Войнівка, Грякове, Дондасівка, Зеленківка, Кантемирівка, Кочубеївка, Левенцівка, Лисича, Лозуватка, Майдан, Нижні Рівні, Нове Грякове, Новофедорівка, Охоче, Розпашне, Смородщина, Стінка, Сторожове, Таверівка, Тойбік, Черняківка, Щасливе, Юнаки.

## Історія
Створена у 2020 році, відповідно до розпорядження Кабінету Міністрів України № 721-р від 12 червня 2020 року «Про визначення адміністративних центрів та затвердження територій територіальних громад Полтавської області», шляхом об'єднання територій та населених пунктів Чутівської селищної та Василівської, Вільхуватської, Войнівської, Гряківської, Зеленківська, Таверівської, Черняківської сільських рад Чутівського району Полтавської області.